# Органска хемија
Органска хемија је област хемије која се бави научним истраживањем структуре, својстава, композиције, реакција, и припреме (путем синтезе или других средстава) једињења базираних на угљенику (угљоводоника) и њихових деривата. Та једињења могу да садрже знатан број других елемента, укључујући водоник, азот, кисеоник, халогене као и фосфор, силицијум, и сумпор. Органска једињења формирају базу свих форми живота на Земљи. Она су структурно веома разноврсна. Опсег примена органских једињења је енорман. Она су било база, или важан конституент, многих производа, неки од којих су пластика, лекови, петрохемикалије, храна, експлозивни материјали и боје.
Органска хемија је у почетку означавала део хемије која се бавила систематиком хемијских једињења, која се како се веровало не могу добити путем синтезе у лабораторији, једино преко живих организама. Фридрих Велер, наставник средње техничке школе и доктор медицинских наука у Берлину, направио је 1828. године прво синтетичко једињење карбамид (органску материју која се налази у урину). То је прва синтетска органска материја произведена у лабораторији, тј. ван организма. Занимљиво је да је овај наставник ову органску материју направио у намери да произведе неку другу со. Касније се ипак показало, да се скоро сва органска једињења могу вештачки добити. Добијено је и много једињења која се у природи не јављају, али која имају сличне особине онима који се налазе у живим организмима, као и онда која се убрајају у органска а нису слична једињењима која се налазе у живим организмима.
Са друге стране показало се да сва органска једињења у себи садрже угљеник који је четворовалентан. Одатле потиче тренутна дефиниција органске хемије да је она хемија угљеникових једињења. Изузетак представљају угљен-моноксид, угљен-диоксид, угљена киселина и њене соли карбонати, цијаниди, метални карбонили (који спадају у координационе комплексе) и алотропске модификације угљеника као што је дијамант и графит који се убрајају у неорганска једињења.

## Карактеризација
Органска једињења се често јављају као смеше, те је стога развијен низ техника за одређивање чистоће. Међу њима су посебно важне хроматографске технике:  и гасна хроматографија. Традиционални методи сепарације обухватају дестилацију, кристализацију, и екстракцију растварачем.
Органска једињења су традиционално била карактерисана путем низ хемијских тестова, званих „влажне методе“, али су такве анализе у знатној мери замењене спектроскопским и другим рачунарски интензивним методама анализе. Дати у приближном поретку значаја, главни аналитички методи су:
- Спектроскопија нуклеарне магнетне резонанце (НМР) је најшире коришћена техника. Она често омогућава комплетно одређивање повезаности атома, па чак и стереохемије користећи корелациону спектроскопију. Главни градивни атоми у органској хемији - водоник и угљеник - природно постоје са НМР-одзивним изотопима 1 и 13.
- Елементална анализа је деструктивни метод који се користи за одређивање елементалне композиције молекула.
- Масена спектрометрија даје индикацију о молекулској маси једињења. Подаци о структури се добијају из анализе образаца фрагментације. Масена спектроскопија високе резолуције може обично да идентификује тачну формулу једињења и користи се као замена елементалне анализе. У прошлости је примена масене спектрометрије била ограничена на неутралне молекуле који су испарљиви, али је напредак јонизационих техника омогућио добијање масених спектра виртуално свих органских једињења.
- Кристалографија је недвосмислен метод за одређивања молекуларне геометрије. Ограничавајуће својство је да кристал материјал мора да буде доступан, и да кристал мора да репрезентација узорка. Високо аутоматизовани софтвер омогућава одређивање структуре након неколико часова анализе дифракционог обрасца.

Традиционалне спектроскопске методе као што су инфрацрвена спектроскопија, оптичка ротација и УВ/ВИС спектроскопија пружају релативно неспецифичне структурне информације али остају у употреби за специфичне класе једињења.

## Особине
Типично су од интереса квалитативне и квантитативне физичке особине органских једињења. Примери квантитативних информација су тачка топљења, тачка кључања, и индекс рефракције. У квалитативне особине спадају мирис, конзистенција, растворљивоси и боја.

### Тачка топљења и кључања
У контрасту са већином неорганских материјала, органска једињења се типично топе и кључају на умереним температурама. У прошлости су тачка топљења и кључања пружали пресудне информације о чистоћи и идентитету органских једињења. Тачке топљења и кључања су у корелацији са поларношћу молекула и његовом молекулском масом. Нека органска једињења, а посебно симетрична, сублимирају, другим речима испаравају без топљења. Добро познат пример органског једињења које сублимира је пара-дихлоробензен, мирисни састојак модерних кугли против мољаца. Органска једињења обично нису веома стабилна на температурама изнад 300 °C, мада постоје неки изузеци.

### Растворљивост
Неутрална органска једињења су често хидрофобна, другим речима она су мање растворна у води него у органским растварачима. У изузетке спадају органска једињења која садрже јонизабилне групе као и алкохоле, амине, и карбоксилне киселине ниске молекулске масе код којих долази до водоничног везивања. Органска једињења су обично растворна у органским растварачима. Растварачи могу да буду било чисте супстанце попут етра и етил алкохола, или смеше, као што су парафински растварачи, нпр. разни петролетри и бензини, или опсег чистих или помешаних ароматичних растварача добијених из нафте или катранских фракција путем физичке сепарације или хемијске конверзије. Растворљивост у различитим растварачима зависи од типа растварача и хемијске структуре органског једињења.

### Особине чврстог стања
Разна специјализована својства молекулских кристала и органских полимера са конјугованим системима су од интереса у зависности од примене, е. г. термо-механичке и електро-механичке као што је пиезоелектрицитет, електрична проводљивост, и електро-оптичке особине.

## Номенклатура
Имена органских једињења су било системска, у ком случају логично следе из скупа правила, или несистемска, у ком случају проистичу из разних традиција. Систематска номенклатура је одређена спецификацијама дефинисаним од стране ИУПАЦ организације. Систематска номенклатура почиње са именом родитељске структуре унутар молекула од интереса. То родитељско име се затим модификује префиксима, суфиксима, и бројевима тако да недвосмислено одражава структуру. Имајући на уму да су десетине милиона органских једињења познате, ригорозна употреба систематских имена може да буде незграпна. Стога се ИУПАЦ препоруке дословно следе за једноставнија једињења, а у мањој мери за комплексне молекуле. Да би се написало систематско име, структура једињења мора бити позната, као и имена родитељских структура. Родитељске структуре обухватају несупституисане угљоводонике, хетероциклична једињења, и њихове монофункционализоване деривате.
Несистематска номенклатура је једноставнија и недвосмисленија. Несистематска имена не садрже индикације од структури једињења. Она се често користе за именовање комплексних молекула, што обухвата већину природних производа. На пример, неформално именовани диетиламид лизергинске киселине има систематско име: (6aR,9R)-N,N-диетил-7-метил-4,6,6a,7,8,9-хексахидроиндоло-[4,3-fg] хинолин-9-карбоксамид.
Са повећаном применом рачунара, други методи именовања су еволуирали с циљем ефикасне интерпретације од стране машина. Два популарна формата су: SMILES и InChI.

### Структурни прикази
Органски молекули се обично описују путем цртежа или структурних формула, комбинација цртежа и хемијских симбола. Скелетална формула је једноставна и недвосмислена. У овом систему, крајње тачке и пресеци сваке линије представљају угљеник, док се атоми водоника било експлицитно пишу, или се њихово присуство имплицитно претпоставља из тетравалентности угљеника. Опис органских једињења помоћу цртежа је знатно поједностављен чињеницом да угљеник у скоро свим органским једињењима има четири везе, азот три, кисеоник две, и водоник једну.

## Класификација органских једињења

### Функционалне групе
Концепт функционалних група је централан у органској хемији као начин класификације структура и вид предвиђања особина. Функционална група је део молекула, и реактивност функционалне групе се подразумева да је слична за већину молекула. Функционалне групе могу да имају одлучну улогу у хемијским и физичким својствима једињења. Молекули се класификују на бази њихових функционалних група. Алкохоли, на пример имају подјединицу C-O-H. Сви алкохоли су донекле хидрофилни, обично формирају естре, и могу да се конвертују до одговарајућих халида. Већина функционалних група садржи хетероатоме (атоме осим C и H).
Примери функционалних група:
- киселине
- алдехиди
- кетони
- естри
- алкохоли
- феноли
- етри
- амини
- амиди
- аминокиселине
- нитро једињења
- шећери

### Алифатична једињења
Алифатични угљоводоници се деле у три групе хомологних редова на основу њиховог степена засићености:
- парафини или алкани су угљоводоници без двоструки или троструких веза
- олефини или алкени садрже једну или више двоструких веза, нпр. диолефини (диени) или полиолефини
- алкини садрже једну или више троструке везе.

Остатак групе се класификује на основу функционалних група. Таква једињења могу да имају прав ланац, разгранат ланац или да буду циклична. Степен гранања утиче на својства једињења, као што је октански број или цетански број у хемији нафте.
Циклична једињења могу да буду засићена и незасићена. Најстабилнији прстени садрже пет или шест атома угљеника, мада су велики прстени (макроциклична једињења) и мањи прстени често срећу. Најмања циклоалканска фамилија је трочлани циклопропан. Засићена циклична једињења (циклоалкани) садрже само једноструке везе. Циклоалкени и циклоалкини садрже двоструке и троструке везе.

### Ароматична једињења
Ароматични угљоводоници садрже конјуговане двоструке везе. Најважнији пример је бензен. Његову структуру је формулисао Кекуле који је први предложио принцип делокализације или резонанције ради објашњавања структуре. За „конвенционална“ циклична једињења, ароматичност је одређена присуством 4n + 2 делокализована пи електрона, где је n cео број. Посебну нестабилност (антиароматичност) манифестују једињења са 4n конјугована пи електрона.

### Хетероциклична једињења
Карактеристике цикличних угљоводоника се знатно разликују ако су присутни хетероатоми, који могу да постоје било као супституенти везани споља за прстен или као чланови самих прстена. У каснијем случају прстен се назива хетероцикличним. Пиридин и фуран су примери ароматичних хетероцикличних једињења, док су пиперидин и тетрахидрофуран одговарајући алициклични прстени. Хетероатом хетероцикличних молекула је генерално кисеоник, сумпор, или азот. Азот је посебно чест у биохемијским системима.
Примери група међу хетероцикличним прстеновима су анилинске боје, већина једињења којима се бави биохемија, нпр. алкалоиди, многа једињења везана за витамине, стероиде, нуклеинске киселине (нпр. ДНК, РНК), као и бројни лекови. Примери хетероцикличних једињења са релативно једноставним структурама су пирол и индол.
Прстени могу да буду међусобно кондензовани у полициклична једињења. Пуринске нуклеозидне базе су пример полицикличних ароматичних хетеропрстена. Прстени могу да буду кондензовани на угљу тако да један атом има две веза у једном прстену и две везе у другом. То су спиро једињења. Она су важна у бројним природним производима.

### Полимери
Једно важно својство угљеника је да лако формира ланце или мреже, које су повезане везама између угљеника. Процес повезивања се назива полимеризација, док су ланци полимери. Повезане молекулске јединице су мономери.
Постоје две главне групе полимера: синтетички полимери и биополимери. Синтетички полимери се производе вештачки, и називају се индустријским полимерима. Биополимери се јављају у природи или без људске интервенције.

### Биомолекули
Биомолекулска хемија је једна од главних категорија у органској хемији коју често изучавају биохемичари. Многе комплексне мултифункционалне групе молекула су важне за живе организме. Неке су дуголанчани биополимери, у које се убрајају пептиди, ДНК, РНК и полисахариди попут скроба и целулозе. Друга значајна класа су аминокиселине (мономерни градивни блокови пептида и протеина), угљени хидрати (који обухватају полисахариде), нуклеинске киселине (од којих се формирају ДНК и РНА), и липиди. Поред тога, животињска биохемија садржи многе мале молекуле који помажу у продукцији енергије путем Кребсовог циклуса, као и формирању изопрена, најраспрострањенијег угљоводоника у животињама. Изопрени у животињама формирају структурне стероиде (холестерол) и стероидне хормоне. Из изопрена се у биљкама формирају терпени, терпеноиди, поједини алкалоиди, и јединствена група угљоводоника званих биополимерни полиизопреноиди. Они су присутни у латексном соку, који је база за прављење гуме.

### Мали молекули
У фармакологији су мали молекули важна група органских једињења. Они се такође називају мала органска једињења. У том контексту, а мали молекул је мало органско једињење које је биолошки активно, али није полимер. У пракси, мали молекули имају моларну масу мању од око 1000 g/mol.

### Фулерани
Фулерени и угљеничне наноцеви су једињења угљеника са сфероидним и цевастим структурама. Та једињења су значајна за науку о материјалима.

### Други
Органска једињења која садрже угљеник везан за азот, кисеоник и халогене се нормално засебно групишу. Друга једињења се понекад стављају у подгрупе и разматрају као органосумпорна хемија, органометална хемија, органофосфорна хемија и органосиликонска хемија.

## Органске реакције

### Хемијске реакције
Већина молекула је стабилна. Боце воде, ацетона или метил јодида се могу чувати годинама без промена хемијске композиције молекула. Међутим када се додају хемијски реагенси, нпр.  у воду, натријум цијанид (NaCN) у ацетон, или натријум хидроксид у метил јодид, долази до хемијских реакција.
Молекули реагују зато што се константно крећу кроз простор сударајући се са другим молекулима и зидовима суда у коме се налазе, као и са растварачем, ако су у раствору. Атоми се исто тако крећу унутар молекула, дужине њихових веза и углови између веза осцилују, везе се савијају. Кад је дужина везе у молекулу знатно повећана, она може да се прекине и при томе долази до хемијске реакције. Кад се два молекула сударе, они могу да се комбинују формирањем нове везе.
Сви органски молекули имају спољашњи слој са знатним бројем електрона, који заузимају попуњене орбитале, везујуће и невезујуће. Одбијање наелектрисања између тих електрона осигурава да се молекули међусобно одбијају. До реакције долази једино ако молекули имају довољно енергије (енергија активације) да надјачају одбојне силе и приђу довољно близу један другог. Ако два молекула немају неопходну енергију активације они се једноставно сударају, одбијају, и размењују енергију, али остају хемијски непромењени.
Привлачење орбитала
Поред универзалне одбојне силе, такође су важне силе привлачења између молекула ако су наелектрисани. Катјони и анјони се међусобно електростатички привлаче и то привлачење је у неким случајевима довољно до дође до реакције. Кад алкил хлорид (RCl) реагује са натријум јодидом (NaI) у ацетонском раствору формира се преципитат натријум хлорида. Јони натријума (+) и хлорида (Cl-) се привлаче у раствору и формирају кристалну решетку од наизменичних катјона и анјона - талог кристалног натријум хлорида.
Неоргански стил привлачења је редак у органским реакцијама. Знатно чешћи узрок органских реакција је привлачење између наелектрисаног реагенса (катјона или анјона) и органског једињења које има дипол. Пример такве реакције је реакција између натријум цијанида (соли NaCN) и карбонилног једињења попут ацетона. Натријум цијанид се у раствору састоји од катјона натријума (+) и цијанатних анјона (CN-). Ацетон има карбонилну групу, C=O двоструку везу, која је поларизована јер је кисеоник електронегативнији од угљеника. Негативни цијанидни јон привлачи позитивни крај карбонилне групе дипола. Није увек неопходно да реагенс буде наелектрисан. Амонијак такође реагује са ацетоном и у овом случају слободни електронски пар - пар који не учествује у везивање и који је концентрисан на атому азота ненаелектрисаног молекула амонијака - је привучен позитивним крајем карбонилног дипола.
Поларност може да проистекне и из σ веза. Најелектронегативнији елемент периодног система је флуор и три атома флуора на електропозитивном бору производе парцијално позитивно наелектрисани атом бора путем поларизације σ везе. Негативни крај ацетонског дипола (атом кисеоника) привлачи атом бора у BF3. Бор је у III групи периодног система и стога има шест електрона око себе у својим тровалентним једињењима. Празна орбитала атома не одбија електронима богате области других молекула, тако да атом кисеоника ацетон електростатички привучен ка парцијално позитивном наелектрисању и један од слободних електронских парова кисеоника може да формира везујућу интеракцију са празном орбиталом.
Преклапање орбитала
Друге органске реакције се одвијају између потпуно ненаелектрисаних молекула који немају диполе. Један од старих тестова за незасићеност је третирање једињења бромираном (Br2) водом. Ако нестане смеђе боје, молекул је незасићен. Развој спектроскопије је учинио такве тестове застарелим, али је реакција још увек важна. Једноставни симетрични алкен се комбинује са симетричним бромом у једноставној реакцији адиције. Једини електрони који могу да буду корисни у молекулском привлачењу су слободни електрони брома. Привлачење између молекула није електростатичко. До реакције долази јер молекул брома има слободну орбиталу која може да прими електроне. То није локализована атомска орбитала попут оне у BF3 молекулу. То је антивезујућа орбитала која припада Br-Br σ вези. У овом случају постоји привлачење између пуне орбитале (π везе) и празне орбитале (σ* орбитале Br-Br везе). Молекули се међусобно привлаче због ове интеракције празне и пуне орбитале, и то доводи до везивања, за разлику од свих других одбојних интеракција између попуњених орбитала.
Многе органске реакције су последица интеракција пуних и празних орбитала. Многе такође обухватају интеракције наелектрисања. Независно од типа привлачења између органских молекула, у реакцијама долази до кретања електрона, који се крећу са једног места на друго. Детаљи тог процеса се називају механизмом реакције.
Проток електрона
Већина органских реакција су поларне природе. Електрони прелазе са једног молекула на други током реакције. Електронски донор се назива нуклеофил, док је акцептор електрона електрофил. Ти термини произилазе из идеје да је привлачење наелектрисања доминирајућа сила у реакцијама. Нуклеофили не реагују са нуклеусом, него са празним електронским орбиталама. Упркос томе, електростатичко привлачење и одбијање могу да имају пресудну улогу у одређивању тока процеса. Ако молекул има позитивно наелектрисање, то је због тога што има више протона у језгрима него електрона око њих.